# Fritz Siegfried
Fritz Siegfried (Ostermundigen, 28 september 1917 – 3 augustus 1993) was een Zwitsers componist en dirigent.

## Levensloop
Siegfried studeerde muziek in Lausanne, Zürich en Bern en werd 1939 muziekinstrukteur van het Zwitserse leger. In 1969 ging hij met pensioen. Naast zijn werkzaamheden als dirigent bij het Zwitsers leger zette hij zich ook voor de amateuristische muziekbeoefening in. Siegfried was dirigent van meerdere harmonieorkest en in 1964 medeoprichter van de politiekapel van het kanton Bern.
Als componist schreef hij werken voor harmonieorkest en kamermuziek voor blazers.

## Composities

### Werken voor harmonieorkest
- 1942 Fanfare hoch
- 1943 Jäger Marsch
- 1944 Trapp-Ritt
- 1952 Landsknechte-Marsch
- 1953 Küssnachter Schützen, mars
- 1954 Frohe Klänge
- 1955 Freie Zeiten
- 1956 Ostermundingen-Marsch
- 1963 Marsch der 9. Division
- 1963 Defilier Marsch
- 1964 Marsch der 3. Division
- 1970 Marsch der Kantonspolizei Bern
- 1971 Chief Police
- 1972 Marsch des Alpenkorps
- 1973 Brigadier Fritz König
- 1973 Stets bereit
- 1975 Ticino, selectie
- 1983 General Bell
- 1983 Mein Richenthal
- Marsch der Söldner
- The Commander, mars

### Kamermuziek
- Fröhliche Weihnacht, 19 partita's voor kerst, met voorspelen, liederen etc. voor koperensemble, met onder andere
  1. Fröhliche Weihnacht überall
  2. Alle Jahre wieder
  3. Maria durch ein Dornwald ging
  4. Macht hoch die Tür
  5. Wie soll ich dich empfangen
  6. Gottes Sohn ist kommen
  7. O du fröhliche
  8. Es ist ein Ros entsprungen
  9. Vom Himmel hoch
  10. Was soll das bedeuten
  11. Schlaf mein Bübchen
- Ringelreihe, 31 Kinder- en volksliederen voor koperensemble
- Wunderbarer König, blazers partita's voor koperensemble
  1. Nun danket alle Gott
- ' Wir wollen fröhlich singen 
  1. Lobt froh den Herrn
  2. Wunderbarer König
  3. Loben den Herren, den mächtigen König
  4. Großer Gott, wir loben dich
  5. Christ ist erstanden
  6. Gen HImmel aifgefahren
  7. Wie lieblich ist der Maien
  8. Nun bitten wir den Heiligen Geist
  9. Ach bleib mit deiner Gnade
  10. Jesu, geh voran
  11. Ist Gott für mich, so trete gleich alles wider mich
  12. Ein feste Burg ist unser Gott
  13. Erhalt uns, Herr, bei deinem Wort
  14. Wachet auf, ruft uns die Stimme
  15. Die güldne Sonne
  16. Wach auf, wach auf, du deutsches Land
  17. Morgenglanz der Ewigkeit
  18. Kein schöner Land
  19. Der Mond ist aufgegangen